# 遥库拉拉
遥库拉拉（日语：／，1955年11月19日—），暱稱。前寶塚歌劇團星組、雪組主演娘役，擔任過鳳蘭、瀬戸内美八、麻実れい的相手。本名山崎久美子，神奈川縣橫濱市人，身高166公分。

## 簡介
- 1972年，考進寶塚音樂學校。1974年進入寶塚歌劇團，60期生，同期生有大浦みずき(前花組主演男役)、劍幸(前月組主演男役)。初舞台為星組、花組聯合公演『虞美人』。翌年4月7日被分配到星組。入團時是男役。[1]
- 1975年，主演TBS電視台製作的電視劇『加奈子』[2]，之後還演出『美麗的殺意』、『1年B組新八先生』等電視劇。活躍於劇團的同時也演了不少電視劇。
- 1977年5月，入團第四年被選上飾演『亂世佳人』的郝思嘉[3][4][5]，之後正式轉為娘役。在『向泰晤士河的迷霧告別』飾演女主角，就任星組主演娘役，擔任鳳蘭的搭檔。[3][4][5]這期間還演出了『戰地鐘聲』的瑪麗亞[3][4][5][6][7]、『我在白夜的愛戀』[3][4][5][8]的染乃等經典作品的女主角。
- 1979年，鳳蘭退團後，轉為瀬戸内美八的搭檔，共搭擋了兩部劇。[3][4][5]1980年，被組替到雪組，轉為新任主演男役麻実れい的相手，合作的第一部大劇場是『百劫紅顏2-青薔薇的軍神』[3][4]。兩人被稱為黃金搭檔，代表作有『爪哇的舞者』[3][4][9][10]、『泡沫之戀』[3][4][11][12][13]。
- 1984年7月30日，雪組『亂世佳人』東京公演結束後，退出寶塚歌劇團。[3][4][5]退團後成為東寶藝能旗下女演員，演出舞台劇及電視劇，代表作有舞台劇『櫻之園』[14]、『細雪』[15]，以及電視劇『真田太平記』[16]。
- 1990年代初期，因為結婚退出演藝圈，之後偶爾參加寶塚相關節目及訪談。

## 寶塚歌劇團時期

### 初舞台及星組時期
- 1974年3月-4月 星組、花組聯合公演『虞美人』[1]
- 1975年5月-8月 『閣樓上的精靈』
- 1975年11月-12月『藍色多瑙河』
- 1976年3月-8月『凡爾賽玫瑰』
- 1976年10月-11月 『夕陽下的吉普賽人』飾演:ガージョ 新人公演 飾演:カリア (正式公演:峰さを理)
- 1977年5月-6月 『亂世佳人』飾演:郝思嘉 [3][4][5]※公演結束後正式轉為娘役

### 星組主演娘役時期
- 1977年11月-12月 『向泰晤士河的迷霧告別』 [3][4]飾演:安妮公主
- 1978年5月-6月 『戰地鐘聲』[3][4][5][6][7]飾演:瑪麗亞
- 1978年9月-10月 寶塚Bow Hall 公演『有生之年』飾演:阿紋[3][4]
- 1978年11月-12月 『寶花集』飾演:小竹[3][4][5]
- 1979年5月-6月 『我在白夜的愛戀(改編五木寛之原作小說「朱鷺の墓」)』飾演:染乃[3][4][5][8]
- 1979年9月-11月 『安塔瑞斯之星』飾演:Mercedes夫人/『玫瑰驚魂』[3][4]
- 1979年11月-12月 寶塚Bow Hall公演『心中戀之大和路(改編近松門左衛門創作人形淨琉璃「冥徒の飛腳」)』飾演:梅川[3][4][5]

### 雪組主演娘役時期
- 1980年10月-11月 『百劫紅顏2-青薔薇的軍神(改編自法國小說百劫紅顏系列)』飾演:Angélique/安琪莉可 /『花之舞拍子』[3][4]
- 1981年1月 寶塚Bow Hall公演 『特別的愛情故事』飾演:Sandra(珊卓拉)[4]
- 1981年5月-6月 『流浪的安魂曲』第二部飾演:柳德米拉、第三部飾演:安娜塔西亞[3][4][5][17]
- 1981年11月-12月 『海鷗飛舞』飾演:蔦吉/『東方太陽-太陽讚歌』[3][4][18]
- 1982年5月-6月 『爪哇的舞者』飾演:阿魯比雅[3][4][9][10]
- 1982年11月-12月 『巴黎變奏曲』飾演:Lily/莉莉/『金色夢想』[3][4][19]
- 1983年5月-6月『泡沫之戀(改編自Claude Anet原作小說「Mayerling」)』飾演:瑪麗·韋策拉[3][4][11][12][13]
- 1983年8月-9月 『藍色茉莉-沙漠之愛(改編自Violet Winspear原作小說「Blue Jasmine」)』飾演:Lorna Morel(洛娜莫雷爾)/『完美結局』[3][4][20]
- 1984年3月-5月 『亂世佳人』飾演:郝思嘉 ＊退團公演[3][4][5][21]

### 其他寶塚相關活動
- 1984年2月24日-2月25日 寶塚大劇場 寶塚84TMP音樂祭「唱響寶塚70周年」[22]

## 舞台
- 1984年 『櫻の園』飾演:ワーニャ[23]
- 1985年-1990年 『細雪』飾演:雪子
- 1985年『La Cage aux Folles』飾演:安妮
- 1987年『亂世佳人』[24]飾演:梅蘭妮
- 1987年5月『哈姆雷特』飾演:奧菲莉亞[25]
- 1987年『うつせみ川』
- 1987年、1988年 『三味線お千代』飾演:風子
- 1988年 『奧賽羅』飾演:Desdemona/黛絲德蒙娜
- 1989年 『淀君日記』[26]
- 1989年、1991年 『蘆火野』
- 1989年 『千姬公主』
- 1990年 『深夜的邀請』
- 1990年 『風流深川唄』
- 1990年 『新版 香華』飾演:朋子
- 1991年、1992年 『女坂』
- 1992年 『蒼狼』
- 2014年4月6日 寶塚大劇場『宝塚歌劇100周年 夢の祭典 『時を奏でるスミレの花たち』(寶塚成立100周年紀念公演 夢の祭典 『時を奏でるスミレの花たち』)[27]

## 電視劇及訪談節目
- 富士電視台 『一枚の写真』
- 1975年9月29日-1976年3月26日 TBS電視台 『加奈子』
- 1976年6月18日-9月24日 TBS電視台 『美麗的殺意』[28]
- 1977年1月1日-1月1日 NHK綜合頻道 『另一個人的輝夜姬』[29]
- 1979年4月2日-9月29日 NHK綜合頻道 『阿毬姐姐』飾演:久美子[30]
- 1979年4月7日-8月25日 關西電視台 『窈窕淑女』[31]
- 1979年10月26日-1980年3月28日 TBS電視台 『3年B組金八先生』[32]
- 1980年4月4日-9月26日 TBS電視台  『1年B組新八先生』飾演:篠原久美子[33]
- 1980年7月20日-7月20日 TBS電視台 『ああ禁煙』[34]
- 1980年8月25日 TBS電視台 『水戸黄門(第11部)』飾演:妙姫[35]
- 1981年4月15日 富士電視台『銭形平次』[36]
- 1982年9月3日-11月5日  TBS電視台 『父母與孩子的誤會』飾演:邦子[37]
- 1984年4月5日 關西電視台 『フラッシュタカラヅカ:遥くららインタビュー』(閃爍寶塚:遥くらら專訪)[38]
- 1985年4月3日-1986年3月19日 HNK 『真田太平記』飾演:阿江[39]
- 1985年12月3日 富士電視台 『テレフォンショッキング』
- 1985年12月13日-1986年2月28日 TBS電視台 『華麗的誤算』飾演:上条全子[40]
- 1986年7月20日 TBS電視台 『季節はずれのお雛さま』[41]
- 1986年10月26日 關西電視台 『赤裸大将流浪記』飾演:蜷川彌生[42][43]
- 1986年11月22日-12月13日 NHK綜合頻道 『兩個孤獨的女人和一個女人』飾演:熊貝涼子[44][45]
- 1987年2月13日 富士電視台 『テレフォンショッキング』
- 1987年8月9日 TBS電視台 『如願以償』[46]
- 1988年1月6日-1月29日 每日放送 『美食家族』[47]
- 1988年4月8日 富士電視台 『螢火蟲的輓歌』[48]
- 1988年4月23日 TBS電視台 『父親的鬍子3』[49]
- 1988年8月27日 日本電視台 『20歲，我想活得更精彩』[50]
- 1988年9月5日-9月8日 TBS電視台 『jump』[51][52]
- 1989年1月9日-1月27日 HNK 『媽媽的話』[53][54]
- 1989年3月25日 HNK 『又見大海』
- 1989年3月27日 關西電視台『護身符』[55]
- 1989年4月3日-9月30日 HNK 『青春家族』飾演:つくし[56][57]
- 1989年6月11日 TBS電視台 『母のケッコン』飾演:鮎子[58][59]
- 1989年6月23日 每日放送 『多雨的季節』[60]
- 1989年7月11日 日本電視台 『淺見光彥系列:唐津佐用姬傳說殺人事件』飾演:成澤久子[61][62][63][64][65]
- 1989年10月24日 日本電視台 『歯』[66]
- 1990年2月5日 東京電視台『14年的友情』[67]
- 1990年9月28日 富士電視台 『獄門島』飾演:早苗[68][69]
- 1991年3月10日 RKB每日放送 『山谷中的少女來了』[70]
- 1991年3月18日 TBS電視台 『小樽運河』[71]
- 1991年9月27日 每日放送 『藤山寛美故事』飾演:峰子[72][73]
- 2001年10月29日 東京電視台 『赤裸大将流浪記』
- 2004年 寶塚天空舞台 『宝塚名作Check It Out！＃3「ジャワの踊り子」』[74]
- 2004年1月 寶塚天空舞台 『華麗なる卒業生たち＃38「遥くらら」』[75]
- 2006年6月3日 寶塚天空舞台  『T-style＃2「大浦みずき・遥くらら」』[76]
- 2016年1月8日 HNK 『プレミアムトーク　草刈正雄』

## 電影
- 1978年『お吟さま』飾演:高山右近的妻子[77]
- 1986年『小象的故事:天使降臨人間』飾演:木暮幸子[77]

## 廣播
- 1980年 NHK调频广播『廣播劇:波族傳奇』 ※和安奈淳一起演出

## 外部連結
- 網路電影資料庫IMD網站的遥库拉拉介紹頁面⁠（存档）
- NHK網站遥库拉拉介紹頁面（页面存档备份，存于）
- 電影旬報社官方網站遥库拉拉演出作品介紹頁面⁠（存档）
- oricon news網站遥库拉拉演出作品介紹頁面⁠（存档）
- 提到遥库拉拉的新聞報導⁠（存档）
- 遥库拉拉參加寶塚百年活動的新聞報導⁠（存档）
- 遥库拉拉和安奈淳演出波族傳奇廣播劇的簡介⁠（存档）